# Pachygnatha brevis
Pachygnatha brevis là một loài nhện trong họ Tetragnathidae.
Loài này thuộc chi Pachygnatha. Pachygnatha brevis được Eugen von Keyserling miêu tả năm 1884.